# Kup Krešimira Ćosića 2009./10.
Kup Krešimira Ćosića 2009./10. je bilo devetnaesto izdanje ovog natjecanja kojeg je drugi put u povijesti osvojio Zagreb Croatia osiguranje.

## Rezultati

### 1. krug
Igrano 16. prosinca 2009.
| klub1                            | rezultat | klub2                           |
| -------------------------------- | -------- | ------------------------------- |
| Dubrovnik                        | 0:20 bb  | Brod Svjetlost (Slavonski Brod) |
| Kaštel Galerija (Kaštel Sućurac) | 88:71    | Trogir                          |
| Križevci                         | 68:76    | Torpedo Rijeka                  |
| Šibenik                          | 78:87    | Dubrava Zagreb                  |

### 2. krug
Igrano 17. i 19. prosinca 2009.
| klub1                    | rezultat | klub2                            |
| ------------------------ | -------- | -------------------------------- |
| Borik Puntamika Zadar    | 68:60    | Brod Svjetlost (Slavonski Brod)  |
| Split Croatia osiguranje | 101:99   | Dubrava Zagreb                   |
| Torpedo Rijeka           | 93:100   | Vrijednosnice OS Darda           |
| Zabok                    | 80:81    | Kaštel Galerija (Kaštel Sućurac) |

### Četvrtzavršnica
Igrano 29. prosinca 2009.
| klub1                  | rezultat | klub2                            |
| ---------------------- | -------- | -------------------------------- |
| Cibona Zagreb          | 95:56    | Kaštel Galerija (Kaštel Sućurac) |
| Cedevita Zagreb        | 84:64    | Borik Puntamika Zadar            |
| Zadar                  | 99:62    | Split Croatia osiguranje         |
| Vrijednosnice OS Darda | 65:77    | Zagreb Croatia osiguranje        |

### Final Four
Igrano 18. i 19. veljače 2010. u Zagrebu u ŠD Trnsko
| klub1                     | rezultat      | klub2           |
| poluzavršnica             | poluzavršnica | poluzavršnica   |
| ------------------------- | ------------- | --------------- |
| Cibona Zagreb             | 81:71         | Zadar           |
| Zagreb Croatia osiguranje | 80:73         | Cedevita Zagreb |
|                           |               |                 |
| završnica                 |               |                 |
| Zagreb Croatia osiguranje | 81:74         | Cibona Zagreb   |

## Poveznice
- A-1 liga 2009./10.
- A-2 liga 2009./10.
- B-1 liga 2009./10.
- C liga 2009./10.